# Карл Мария Раймунд (Аренберг)
Карл Мария Раймунд фон Аренберг (на френски: Charles Marie Raymond d'Arenberg; на немски: Karl Maria Raimund Herzog von Arenberg; * 1 април 1721, дворец Анген, Белгия; † 17 август 1778, Анген) от род Лин/Аренберги, е 5. херцог на Аренберг (1754 – 1778), 11. херцог на Арсхот и Круа, принц де Порцеан и де Ребеця, граф де Сенегхем, барон де Цевенберген, австрийски фелдмаршал, има значими военни служби.

## Биография
Той е големият син на херцог Леополд Филип фон Аренберг (1690 – 1754) и съпругата му принцеса Мария Франческа Пинятели, графиня на Егмонт (1696 – 1766), дъщеря на херцога на Бизача княз Николаус Пинятели (1658 – 1719) и графиня Мария Клара Ангелина от Егмонт (1661 – 1714). Внук е на херцог Филип Карл Франц фон Аренберг (1663 – 1691).
Карл Мария Раймунд участва през 1743 г. като лейтенант във Войната за австрийското наследство в Нидерландия под командването на баща му, който тогава е австрийски императорски фелдмаршал и генералисимус. След това става полковник на 2. Валонска пехота, съставена от него. Той командва регимента си в походите от 1744 до 1745 г. През 1745 г. става полковник на регимент Баден-Баден. След една година е повишен на генерал-майор. През 1748 г. той има заслуги при защитата на Маастрихт. След напускането на баща му, той е от 1740 г. щатхалтер (Grand-Bailli) на графството Ено/Хенегау и на Монс. От 1754 г. до смъртта си командва пехота-регимент Нр. 21.
През Седемгодишната война Карл Мария Раймунд служи в Бохемия, участва в битката при Прага (1757) и се отличава в множеството следващи битки. От 1757 г. той е рицар на австрийския Орден на Златното руно. През 1758 г. става фелдцойг-майстер (генерал) и на 14 октомври същата година има важна роля в битката при Хохкирх (1758) като командир на дясното източно крило на австрийската войска. Затова той е награден с „Големия кръст“ на „Ордена Мария Терезия“. На 3 ноември 1760 г. е похвален, но е тежко ранен. Той прекратява активната си военна служба и през 1776 г. става таен съветник и след една година австрийски императорски фелдмаршал.
Карл Мария Раймунд фон Аренберг умира на 57 години на 17 август 1778 г. в Анген, днес в Белгия.

## Фамилия
Карл Мария Раймунд фон Аренберг се жени на 18 юни 1748 г. в Париж за графиня Луиза Маргарета фон дер Марк-Шлайден (* 10 юли 1730; † 18 август 1820), дъщеря-наследничка на граф Лудвиг Енгелберт фон Марк и Шлайден (1701 – 1773) и Мари Анна Хиацинта де Висделу (1712 – 1731). Те имат осем деца: 
- Франсоаз Мари Терезе (* 2 юли 1749, Брюксел; † 31 март 1751, Брюксел)
- Лудвиг Енгелберт фон Аренберг (* 3 август 1750, Брюксел; † 7 март 1820, Брюксел), херцог на Аренберг, Арсхот и Мепен, от 1803 г. също княз на Реклингхаузен, женен на 19 януари 1773 г. в Париж за графиня Луиза Антоанета де Бранкас-Виларс-Лорагуес (* 23 ноември 1755, Париж; † 10 август 1812, Париж)
- Мария Франциска Каролина Леополдина Йозефа (* 30/31 юли 1751, Брюксел; † 26 август 1812, Прага), омъжена в Брюксел на 30 август 1781 г. за граф Йозеф Николаус фон Виндиш-Грец (* 6 декември 1744; † 24 януари 1802)
- Мари Флоре (* 25 юни 1752, Брюксел; † 15 април 1832, Брюксел), омъжена в Хеверле на 18 април 1771 г. за херцог Волфганг фон Урсел (* 28 април 1750; † 17 май 1804)
- Августа (* 30 август 1753; † 26 септември 1833), графиня на де ла Марк, омъжена на 23 ноември 1774 г. за маркиз Мари Ле Даноа де Цернай (* 3 септември 1757; † 12 септември 1810)
- Шарл Йозеф (* 18 април 1755; † 28 май 1775)
- Лудвиг Мария фон Аренберг (* 19 февруари 1757, Брюксел; † 30 март 1795, Рим), херцог на Аренберг, женен I. на 26 юни 1788 г. в Париж за Анна дьо Майли-Несле (* 1766; † 24 декември 1789, Париж), II. на 4 или 13 февруари 1792 г. в Париж за принцеса Елисавета Борисовна Шакховская (* 29 ноември 1773, Москва; † 20/27 октомври 1796, Москва)
- Мари Луиза (* 29 януари 1764; Брюксел; † 1 март 1835, Виена), омъжена в Хéверлéна 24 септември 1781 г. за княз Лудвиг Йозеф Максимилиан фон Щархемберг (* 12 март 1762, Париж; † 2 септември 1833, Дюрнщайн)